# Azofra
Azofra – gmina w Hiszpanii, w prowincji La Rioja, w La Rioja, o powierzchni 11,84 km². W 2011 roku gmina liczyła 248 mieszkańców.